# Fanny Stollár
Fanny Stollár, née le 12 novembre 1998 à Budapest, est une joueuse de tennis hongroise, professionnelle depuis 2015.

## Carrière
En 2015, Fanny Stollár remporte le tournoi de Wimbledon junior de double avec sa compatriote Dalma Gálfi. Elle termine sa saison à la 7e place mondiale au classement ITF.
Elle a remporté un titre en simple à Galați en 2015 et dix titres en double sur le circuit ITF.
En 2017, pour ses débuts sur le circuit WTA, elle atteint le 3e tour du tournoi Charleston. Elle élimine la tête de série no 4 et récente vainqueur du tournoi d'Indian Wells Elena Vesnina au second tour avant d'abandonner sur blessure contre Jeļena Ostapenko.
En 2018, elle remporte son premier titre WTA en double à l'Open de Budapest avec Georgina García Pérez. Elle atteint de nouveau le troisième tour du tournoi de Charleston en 2018.
Elle fait partie de l'équipe de Hongrie de Fed Cup depuis 2016.
En double, elle a remporté 4 titres dont le dernier en 2024 à Budapest.
Début janvier 2025, elle parvient en finale de l'épreuve de double du tournoi de Hobart associée à la Roumaine Monica Niculescu.

## Palmarès

### Titres en double dames
| No | Date       | Nom et lieu du tournoi         | Catégorie | Dotation  | Surface      | Partenaire            | Finalistes                         | Score            |          |
| -- | ---------- | ------------------------------ | --------- | --------- | ------------ | --------------------- | ---------------------------------- | ---------------- | -------- |
| 1  | 19-02-2018 | Hungarian Ladies Open Budapest | Intern'l  | 250 000 $ | Dur (int.)   | Georgina García Pérez | Kirsten Flipkens Johanna Larsson   | 4-6, 6-4, [10-3] | Parcours |
| 2  | 12-07-2021 | Hungarian Ladies Open Budapest | WTA 250   | 235 238 $ | Terre (ext.) | Mihaela Buzărnescu    | Aliona Bolsova Tamara Korpatsch    | 6-4, 6-4         | Parcours |
| 3  | 17-07-2023 | Hungarian Grand Prix Budapest  | WTA 250   | 259 303 $ | Terre (ext.) | Katarzyna Piter       | Jessie Aney Anna Sisková           | 6-2, 4-6, [10-4] | Parcours |
| 4  | 15-07-2024 | Hungarian Grand Prix Budapest  | WTA 250   | 267 082 $ | Terre (ext.) | Katarzyna Piter       | Anna Danilina Irina Khromacheva    | 6-3, 3-6, [10-3] | Parcours |
| 5  | 09-06-2025 | Libema Open Bois-le-Duc        | WTA 250   | 275 094 $ | Gazon (ext.) | Irina Khromacheva     | Nicole Melichar Liudmila Samsonova | 7-5, 6-3         | Parcours |

### Finales en double dames
| No | Date       | Nom et lieu du tournoi                            | Catégorie | Dotation  | Surface      | Vainqueures                          | Partenaire            | Score            |          |
| -- | ---------- | ------------------------------------------------- | --------- | --------- | ------------ | ------------------------------------ | --------------------- | ---------------- | -------- |
| 1  | 30-04-2018 | Grand Prix de SAR La Princesse Lalla Meryem Rabat | Intern'l  | 250 000 $ | Terre (ext.) | Anna Blinkova Raluca Olaru           | Georgina García Pérez | 6-4, 6-4         | Parcours |
| 2  | 18-02-2019 | Hungarian Ladies Open Budapest                    | Intern'l  | 226 750 $ | Dur (int.)   | Ekaterina Alexandrova Vera Zvonareva | Heather Watson        | 6-4, 4-6, [10-7] | Parcours |
| 3  | 29-07-2019 | Citi Open Washington                              | Intern'l  | 226 750 $ | Dur (ext.)   | Cori Gauff Catherine McNally         | Maria Sanchez         | 6-2, 6-2         | Parcours |
| 4  | 21-10-2024 | Guangzhou Open presented by AVATR Guangzhou       | WTA 250   | 267 082 $ | Dur (ext.)   | Kateřina Siniaková Zhang Shuai       | Katarzyna Piter       | 6-4, 6-1         | Parcours |
| 5  | 28-10-2024 | Jiangxi Open Jiujiang                             | WTA 250   | 267 082 $ | Dur (ext.)   | Guo Hanyu Moyuka Uchijima            | Katarzyna Piter       | 7-65, 7-5        | Parcours |
| 6  | 06-01-2025 | Hobart international Hobart                       | WTA 250   | 275 094 $ | Dur (ext.)   | Jiang Xinyu Wu Fang-hsien            | Monica Niculescu      | 6-1, 7-66        | Parcours |

### Titres en double en WTA 125
| No | Date       | Nom et lieu du tournoi                      | Catégorie | Dotation  | Surface      | Partenaire        | Finalistes                            | Score             |          |
| -- | ---------- | ------------------------------------------- | --------- | --------- | ------------ | ----------------- | ------------------------------------- | ----------------- | -------- |
| 1  | 11-03-2019 | Abierto Zapopan Zapopan                     | WTA 125   | 115 000 $ | Dur (ext.)   | Maria Sanchez     | Cornelia Lister Renata Voráčová       | 7-5, 6-1          | Parcours |
| 2  | 10-06-2024 | BBVA Open Internacional de Valencia Valence | WTA 125   | 115 000 $ | Terre (ext.) | Katarzyna Piter   | Angelica Moratelli Renata Zarazúa     | 6-1, 4-6, [10-8]  | Parcours |
| 3  | 02-09-2024 | Guadalajara 125 Open Guadalajara            | WTA 125   | 115 000 $ | Dur (ext.)   | Katarzyna Piter   | Angelica Moratelli Sabrina Santamaria | 6-4, 7-5          | Parcours |
| 4  | 12-05-2025 | Trophée Clarins Paris                       | WTA 125   | 115 000 $ | Terre (ext.) | Irina Khromacheva | Tereza Mihalíková Olivia Nicholls     | 4-6, 7-65, [10-5] | Parcours |

## Parcours en Grand Chelem

### En simple dames
| Année | Open d'Australie | Open d'Australie  | Internationaux de France | Internationaux de France | Wimbledon | Wimbledon      | US Open | US Open          |
| ----- | ---------------- | ----------------- | ------------------------ | ------------------------ | --------- | -------------- | ------- | ---------------- |
| 2017  | —                | —                 | Q1                       | Jana Fett                | Q1        | Akiko Omae     | Q2      | Kateryna Kozlova |
| 2018  | Q1               | Viktorija Golubic | —                        | —                        | Q1        | Mona Barthel   | Q2      | Vera Zvonareva   |
| 2019  | Q2               | Danka Kovinić     | Q1                       | Timea Bacsinszky         | Q2        | Katarzyna Kawa | Q1      | Arina Rodionova  |

N.B. : à droite du résultat se trouve le nom de l'ultime adversaire.

### En double dames
| 2018 | —                                                                                    | —                                                                                  | —                                                                                       | —      | 2e tour (1/16) G. García Pérez \|\| style="text-align:left;" \| N. Melichar K. Peschke | 2e tour (1/16) N. Stojanović \|\| style="text-align:left;" \| Hsieh S.-w. A. Sabalenka |
| 2019 | —                                                                                    | —                                                                                  | —                                                                                       | —      | 1er tour (1/32) O. Jabeur \|\| style="text-align:left;" \| G. Dabrowski Xu Y.          | 2e tour (1/16) O. Jabeur \|\| style="text-align:left;" \| C. Dolehide V. King          |
| 2020 | 1er tour (1/32) D. Yastremska \|\| style="text-align:left;" \| K. Peschke D. Schuurs | 1er tour (1/32) I.M. Bara \|\| style="text-align:left;" \| M. Doi M. Niculescu     | Annulé                                                                                  | Annulé | —                                                                                      | —                                                                                      |
| 2025 | 1er tour (1/32) L. Sun \|\| style="text-align:left;" \| K. Siniaková T. Townsend     | 1er tour (1/32) I. Khromacheva \|\| style="text-align:left;" \| Wang Xin. Zheng S. | 1/8 de finale I. Khromacheva \|\| style="text-align:left;" \| G. Dabrowski E. Routliffe |        |                                                                                        |                                                                                        |

N.B. : le nom de la partenaire se trouve sous le résultat ; le nom des ultimes adversaires se trouve à droite.

## Classements WTA en fin de saison
| Année          | 2014 | 2015 | 2016 | 2017 | 2018 | 2019 | 2020 | 2021 | 2022 | 2023 | 2024 |
| Rang en simple | –    | 523  | 287  | 241  | 127  | 331  | 359  | 376  | 462  | 263  | 489  |
| Rang en double | 756  | 412  | 317  | 169  | 82   | 88   | 95   | 122  | 291  | 148  | 72   |

Source : (en) Classements de Fanny Stollár sur le site officiel de la Fédération internationale de tennis